# Gouvernement Manopakon Nitithada (1)
Siam
Comité du Peuple de Siam 3e cabinet
(Manopakon Nitithada II)
Le premier gouvernement Manopakon Nitithada (thaï : คณะรัฐมนตรีมโนปกรณนิติธาดา 1) est le deuxième gouvernement siamois formé le 10 décembre 1932, à la suite de la reconduction de Manopakon Nitithada en tant que Premier ministre. Le gouvernement est nommé et investi par le roi Rama VII le même jour.
Succédant au Comité du Peuple de Siam, il reste en fonction jusqu'au 1er avril 1933, date à laquelle il est remplacé par le second gouvernement Manopakon Nitithada.

## Composition
| Fonction                                  | Nom                            |
| ----------------------------------------- | ------------------------------ |
| Premier ministre Ministre du Grand Trésor | Manopakon Nitithada            |
| Ministre de la Défense                    | Sri Kamonnawin                 |
| Ministre des Affaires étrangères          | Thianliang Huntrakul           |
| Ministre de l'Agriculture et du Commerce  | Sathan Sanitwong               |
| Ministre de l'Éducation                   | Sanan Thephasadin na Ayutthaya |
| Ministre de l'Intérieur                   | Chit Sunthornworn              |
| Ministre de la Justice                    | Boonchuay Vanikkul             |
| Ministre sans portefeuille                | Wan Jarupa                     |
| Ministre sans portefeuille                | Phot Phahonyothina             |
| Ministre sans portefeuille                | Thep Phanthumsena              |
| Ministre sans portefeuille                | Sala Emasiria                  |
| Ministre sans portefeuille                | Wong Bunlong                   |
| Ministre sans portefeuille                | Wan Chuthina                   |
| Ministre sans portefeuille                | Pridi Banomyonga               |
| Ministre sans portefeuille                | Sin Kamonnawina                |
| Ministre sans portefeuille                | Plaek Khittasangkaa            |
| Ministre sans portefeuille                | Detch Sanitwong                |
| Ministre sans portefeuille                | Prayoon Phamonmontria          |
| Ministre sans portefeuille                | Naeb Phahonyothina             |
| Ministre sans portefeuille                | Tua Laphanukroma               |

a  Membre du Khana Ratsadon.